# روخيليو رودريغيز
روخيليو رودريغيز (بالإسبانية: Rogelio Rodríguez)‏ (11 مارس 1976 - ) هو لاعب كرة قدم مكسيكي في مركز حراسة المرمى. لعب مع تايجرز أونال.

## وصلات خارجية
- روخيليو رودريغيز على موقع قاعدة بيانات كرة القدم.إي يو (الإنجليزية)
- روخيليو رودريغيز على موقع Soccerway.com (الإنجليزية)